# Il momento più bello
Il momento più bello è un film del 1957 diretto da Luciano Emmer.

## Trama
Nel reparto maternità di un grande ospedale romano si assiste all'amore segreto fra il giovane medico Pietro Valeri e l'infermiera Luisa Morelli. Pietro ha difficoltà nel fare carriera ed esita a sposare Luisa in quanto non sa che futuro potrebbe offrirle.
La situazione sembra precipitare quando Luisa si accorge di aspettare un bambino. Pietro, sempre irresoluto, sembrerebbe favorevole a un aborto clandestino, soluzione che la ragazza si rifiuta di prendere in considerazione. Luisa lascia l'ospedale e si trasferisce presso l'ex collega Margherita, che si è messa in proprio come ostetrica. Margherita e Luisa organizzano dei corsi preparto in cui viene messo a punto un rivoluzionario metodo di parto indolore, tecnica appresa nello stesso ospedale in cui lavoravano. Una delle giovani assistite da Margherita viene ricoverata presso il reparto in cui lavora Pietro e riesce effettivamente a partorire in condizioni di relativa serenità, trasformando quello che le madri da sempre consideravano "il momento più brutto" nel "momento più bello": l'episodio conforta il medico, che decide finalmente di sposare Luisa e di assisterla nella sua maternità.